# Фазил Искандер
Фазил Искандер (на руски: Фазиль Искандер) е абхазки и руски журналист, поет, писател, сценарист, автор на произведения в жанра социалистически реализъм.

## Биография и творчество
Фазил Искандер е роден на 6 март 1929 г. в Сухуми, Абхазия, СССР, в семейството на бивш собственик на тухларен завод от ирански произход. През 1938 г. баща му е депортиран в СССР и повече не го вижда. Отгледан е от роднините на майка си, абхазка, в село Чегем.
Завършва средно образование в руско училище със златен медал. Учи 3 години в Библиотекарския институт в Москва, а после се прехвърля в Литературния институт „Максим Горки“, който завършва през 1954 г. В периода 1954 – 1956 г. работи като журналист в Брянск и Курск. През 1956 г. става редактор на издателство „Госиздат“ в Сухуми, Абхазия. От началото на 1990-те живее постоянно в Москва.
Първата му книга със стихове „Планински пътеки“ е издадена през 1957 г. В края на 1950-те започва да пише стихове за списание „Юность“. Пише проза от 1962 г. Известността му идва през 1966 г. с повестта „Съзвездие Козлотур“.
Сюжетът в много от произведенията му се развива в село Чегем, където прекарва детството си. С него е свързан и романът-епопея „Сандро от Чегем“.
Искандер пише в списанията „Литературная Абхазия“, „Новый мир“ и „Неделя“. През 1979 г. участва в създаването на свободното нецензурирано списание „Метрополь“, издавано в САЩ, заради което за дълго е отлъчен от съветския печат. Едва с настъпването на перестройката започва наново да печата разкази в пресата.
Като обществен деятел и духовен авторитет той нееднократно е защитавал малките народи. В периода 1989 – 1991 г. е член на Върховния съвет на СССР (сред 12-те депутати от Грузия). След това не се занимава с политика.
Фазил Искандер е удостоен с много награди и почести.
Фазил Искандер умира на 31 юли 2016 година в Переделкино.

## Произведения

### Проза
- Созвездие Козлотура (1966)
Съзвездие Козлотур в сборника „Забраненият плод“, изд.: „Хр. Г. Данов“, Пловдив (1968), прев. Елка Хаджиева
- Колчерукий (1967)
- Три рассказа (1969)
- Дерево детства (1970)
- День Чика (1971)
- Сандро из Чегема (1973)
 Сандро от Чегем, изд.: „Народна култура“, София (1976), прев. Пелин Велков
- Харлампо и Деспина (1978)
- Под сенью грецкого ореха (1979)
- Маленький гигант большого секса (1979) – издадена и като „О, Марат!“, описание на любовните приключения на Берия
- Кролики и удавы (1982)
- Защита Чика, 1983
- Избранное (1988)
- Кофейня в море (1988)
- Стоянка человека (1990)
- Человек и его окрестности (1992) – сборник
- Софичка (1997)
- Незваный гость (1999)

## Поезия
- Горные тропы (1957)
- Доброта земли (1959)
- Зелёный дождь (1969)
- Летний лес (1969)
- Путь (1987)
- Снег и виноград (2011) – с Антонина Хлебникова

## Филмография
- 1969 „Время счастливых находок“
- 1986 „Чегемский детектив“
- 1989 „Праздник ожидания праздника“
- 1989 „Воры в законе“ – по мотиви на разказите „Бармен Адгур“, „Чегемская Кармен“
- 1989 „Созвездие Козлотура“
- 1989 „Пирът на Балтазар или Нощ със Сталин“ – по мотиви от „Сандро от Чегем“
- 1991 „Расстанемся, пока хорошие“ – по мотиви на разказа „Дудка старого Хасана“
- 1992 „Маленький гигант большого секса“ – по мотиви на повестта „О, Марат!“